# Melon Dezign

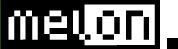
Logo de Melon Dezign.

Melon Dezign est un groupe de démo, principalement actif pendant les années 1990 sur Amiga.

## Historique
Melon Dezign est fondé le 21 octobre 1991 par les Danois Seen (Henrik Lund Mikkelsen) et Paleface (Jacob Gorm Hansen). À l'origine, il s'agit d'une branche de Crystal, un groupe de cracking, créée pour réaliser les intros des jeux vidéo piratés du groupe. Peu après sa formation, Bannasoft (Johan Kjeldgaard-Petersen) rejoint Melon Dezign ; après avoir aidé à l'organisation de The Party, une demoparty réunissant plus de 1 200 visiteurs, il est rejoint par Walt, Mack, Performer, Audiomonster en France et TDK (Mark TDK Knight) au Royaume-Uni.
Paleface et Seen produisent le jeu Naughty Ones, distribué en 1994 par Interactivision. De façon ironique, la version Amiga de ce jeu vidéo est cracké par Crystal.
La partie française du groupe (Walt et Alex) a formé une société de web design spécialisée dans l'animation Flash. Les membres danois ont été impliqués dans divers projets, dont le jeu vidéo Hitman. TDK a travaillé pour Mindscape, Bullfrog, Electronic Arts, Visual Science et Codemasters.
Un second jeu sur Amiga sera produit par Melon Dezign, Jimmy's Fantastic Journey, distribué en 1995 par Lionheart Software Design, programmé par Christian Hessenbruch, avec des graphismes de Henrik Lund Mikkelsen et Christophe Branche (sous le pseudonyme "Walt", de la partie française), une bande originale composée par Raphaël Gesqua (sous le pseudonyme "Audiomonster", de la partie française également), et des bruitages de David A. Filskov et Sune M. Pedersen.
En 2000, la partie française produit le clip de la chanson Come Together à l'occasion du lancement du site web du groupe britannique The Beatles et de la sortie du disque compilation 1.
Après son passage dans la demoscene, Raphaël Gesqua a entamé en 1991 une carrière de compositeur et sound designer pour le jeu vidéo (Flashback, Snow Bros, Mr Nutz, Fade to Black (jeu vidéo), Moto Racer, Shaq Fu...), puis également de compositeur pour le cinéma (Livide, Aux yeux des vivants, L'Araignée Rouge, Première Ligne, The Deep House...)

## Récompenses

### Amiga
- 1992 : Eastern Conference : 1re place, Humantarget
- 1993 : Assembly : 3e place, Romantic Demo
- 1993 : The Computer Crossroad Party : 3e place, How to Skin a Cat
- 1995 : Kindergarten : 2e place, Melkedemo
- 1995 : Somewhere in Holland : 1re place, Planet M.
- 1995 : Somewhere in Holland : 2e place, Baygon

### PC
- 1996 : The Gathering : 2e place, Ninja 2
- 1997 : The Party : 1re place, Tribes (en collaboration avec Tribes)